# Benjamin Franklin Buchanan
Benjamin Franklin Buchanan (* 4. Oktober 1857 im Smyth County, Virginia; † 21. Februar 1932 in Richmond, Virginia) war ein US-amerikanischer Politiker und Jurist, der von 1918 bis 1922 als Vizegouverneur von Virginia amtierte.

## Leben
Benjamin Franklin Buchanan wurde 1857 im Smyth County als Sohn von Patrick Campbell Buchanan und America Virginia Copenhaver Buchanan geboren. An der University of Virginia studierte er Jura und machte seinen Abschluss 1880. Außerdem erlangte er dort seinen Legum Baccalaureus 1884 und praktizierte seitdem als Rechtsanwalt in Marion und Abingdon. Am 2. März 1887 heiratete Buchanan Eleanor Fairman Sheffey. Das Ehepaar hatte vier Söhne und drei Töchter.
Außerdem arbeitete Benjamin Franklin Buchanan als Hauptberater der staatlichen US-Währungsbehörde von 1915 bis 1921. Als Abgeordneter diente er verschiedene Amtsperioden im Senat von Virginia für die Smyth und Washington Countys, wo er in der Virginia General Assembly einer der Fachleute für das Steuerrecht war.
1917 gewann Buchanan für die Demokraten die Wahl zum Vizegouverneur von Virginia. Dieses Amt übte er vom 1. Februar 1918 bis zum 1. Februar 1922 aus.
Benjamin Franklin Buchanan verstarb im Alter von 74 Jahren an den Folgen eines Herzinfarkts am 21. Februar 1932 in Richmond, als er an einer Sitzung des Virginia House of Delegates teilnahm. Seine Grabstätte fand er auf dem Round Hill Cemetery in Marion. Der dortige Grabstein zeigt in Abweichung von den meisten schriftlichen Quellen das Geburtsdatum 1859. 1934 verfügte die Abgeordnetenkammer, dass der Highway 16 im Smyth County in B. F. Buchanan Highway umbenannt werde.